# Kótliget
Kótliget (románul Cotiglet) falu Romániában, a Partiumban, Bihar megyében.

## Fekvése
A Király-erdő alatt, a Bukorvány patak mellett, Magyarcsékétől északkeletre, Bokorvány és Cseszvára közt fekvő település.

## Története
A falu nevét 1492-ben említette először oklevél Koghlygeth formában.
1508-ban Kothlygeth, 1642-ben I. Rákóczi György birtoka, ekkor Kok Liget, Kokliget, Kotiglet, 1808-ban pedig Kotyiklet-nek írták.
A falu egykor a Telegdiek birtoka volt, melyre a Telegdi család 1503-ban kapott új adományt. Az 1800-as évek elején Sztaroveczky Károly és Imre birtoka volt. A Sztaroveczky család a birtokot Nagyvárad városnak hagyományozta.
1851-ben Fényes Elek írta a településről:
két magas hegy közt, 520 óhitü lakossal, anyatemplommal, derék udvarházzal, s egy patakkal. Határa 3234 hold, ... Birja Sztaroveczky Károly.
1910-ben 654 lakosából 15 magyar, 639 román volt. Ebből 9 római katolikus, 637 görögkeleti ortodox volt.
A trianoni békeszerződés előtt Bihar vármegye Magyarcsékei járásához tartozott.
A 2002-es népszámlálás szerint 495 lakosa mind román nemzetiségű.

## Nevezetességek
- Szent Arkangyalok nevű görögkeleti temploma 1720-ban épült.

## Galéria

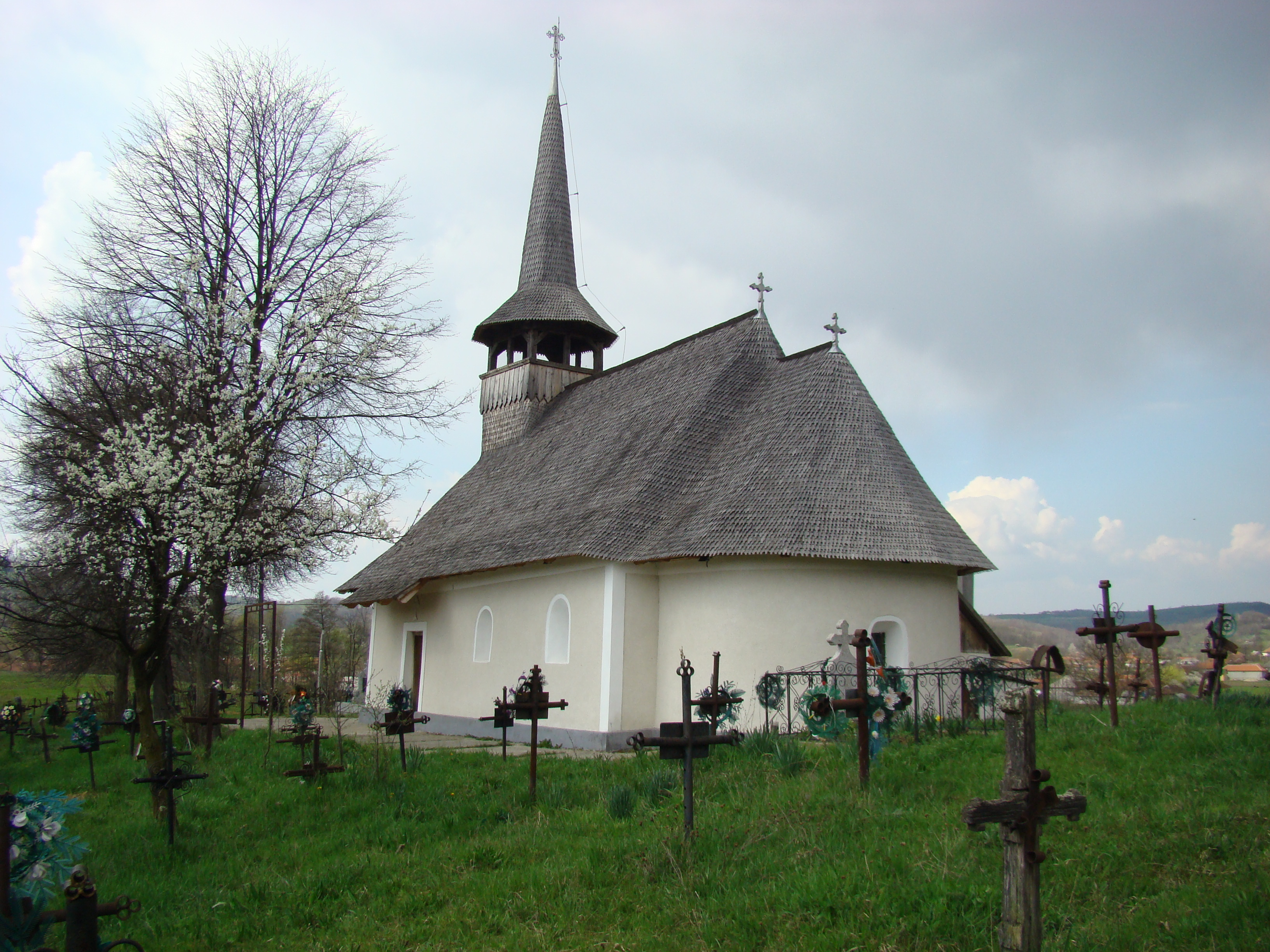
Kótliget görögkeleti ortodox temploma
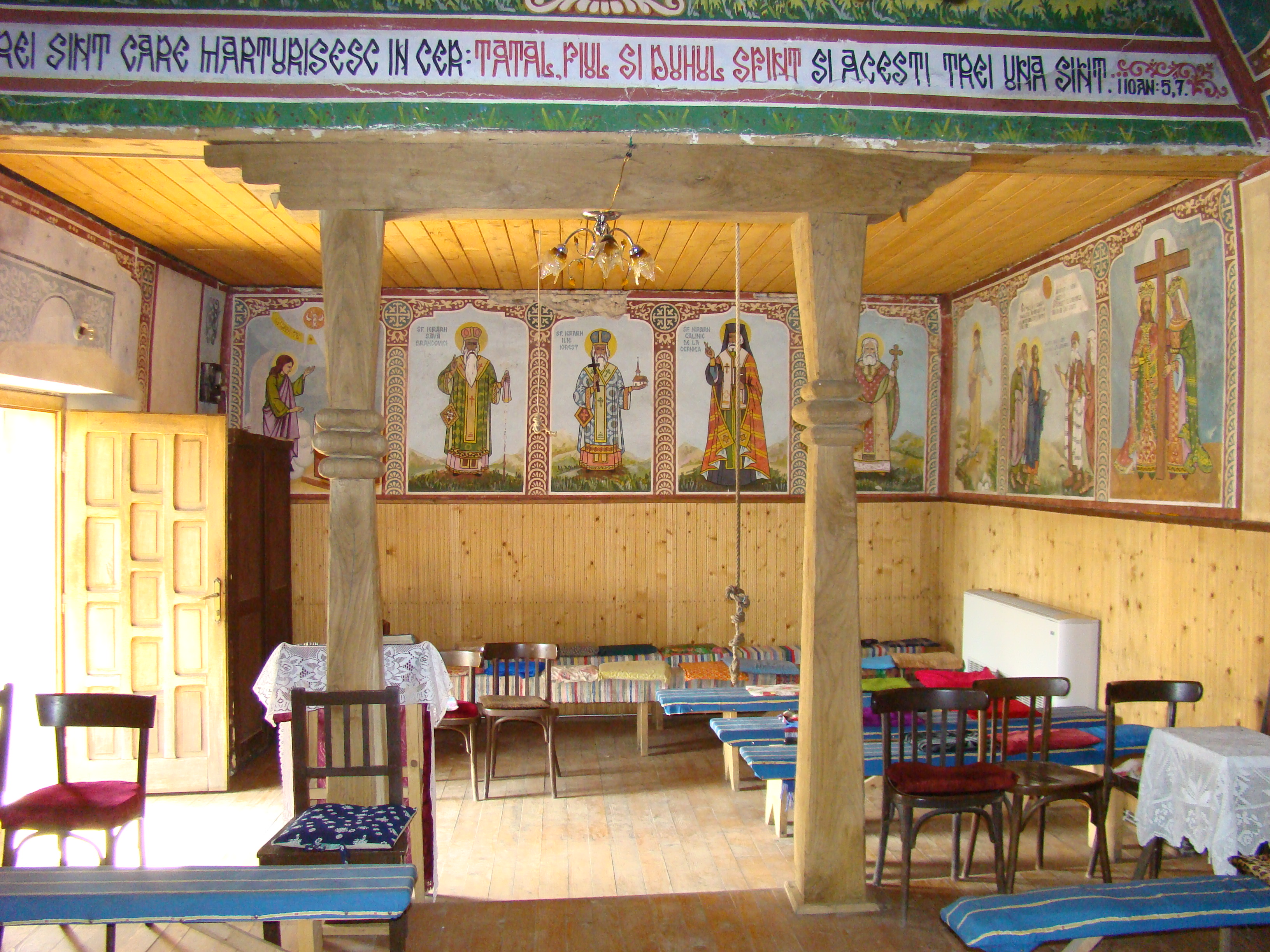
A templom belülről
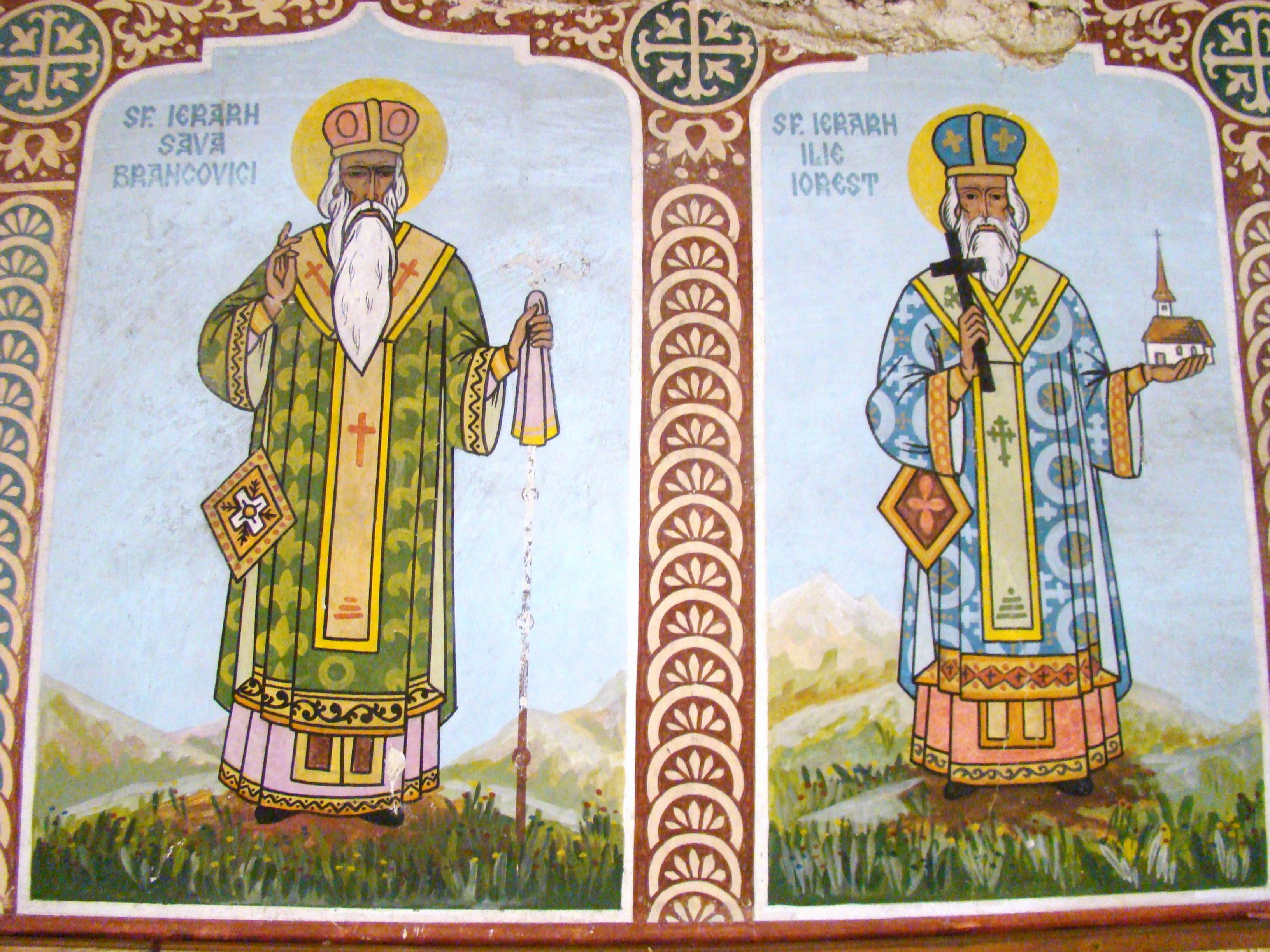
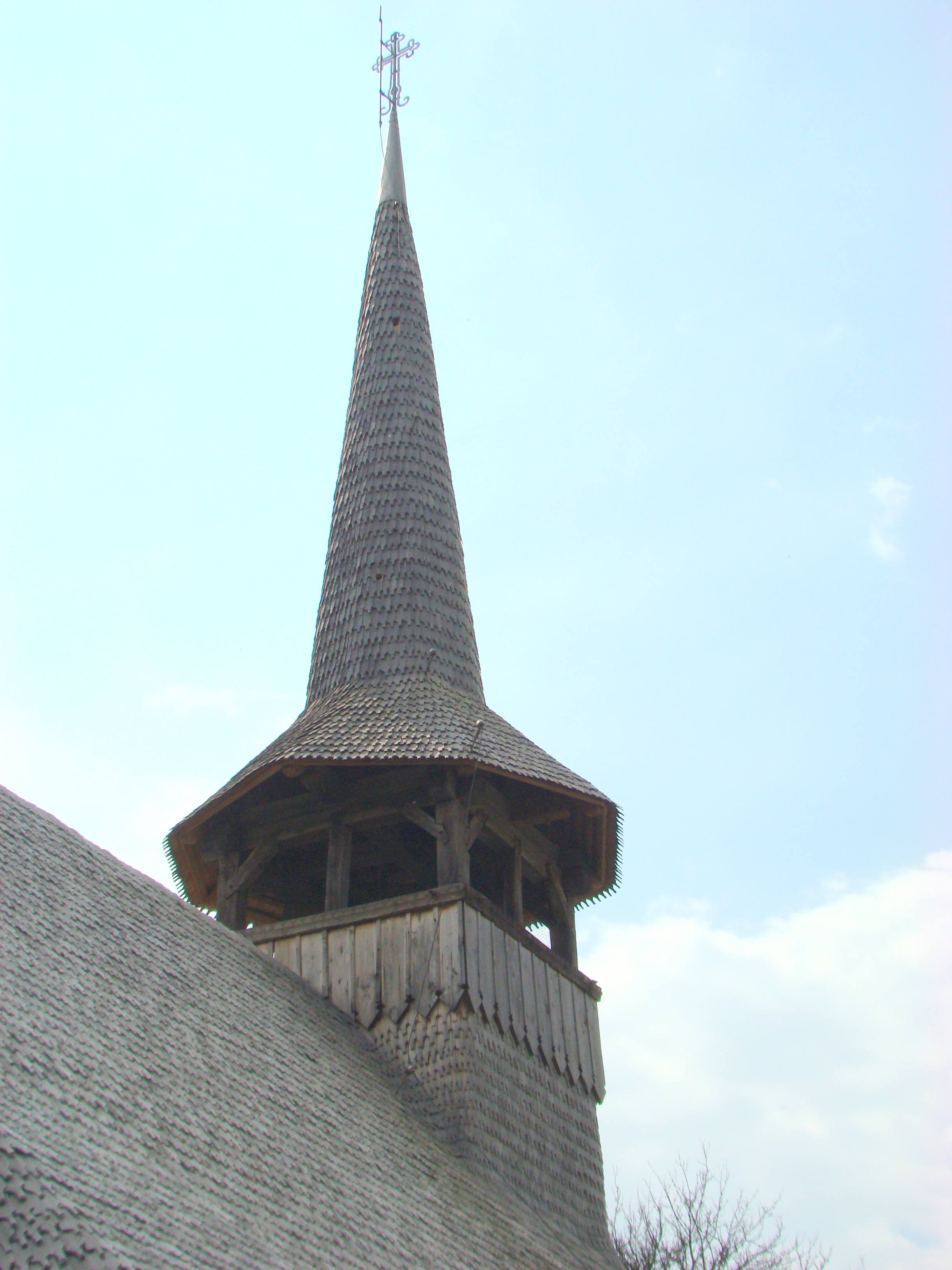
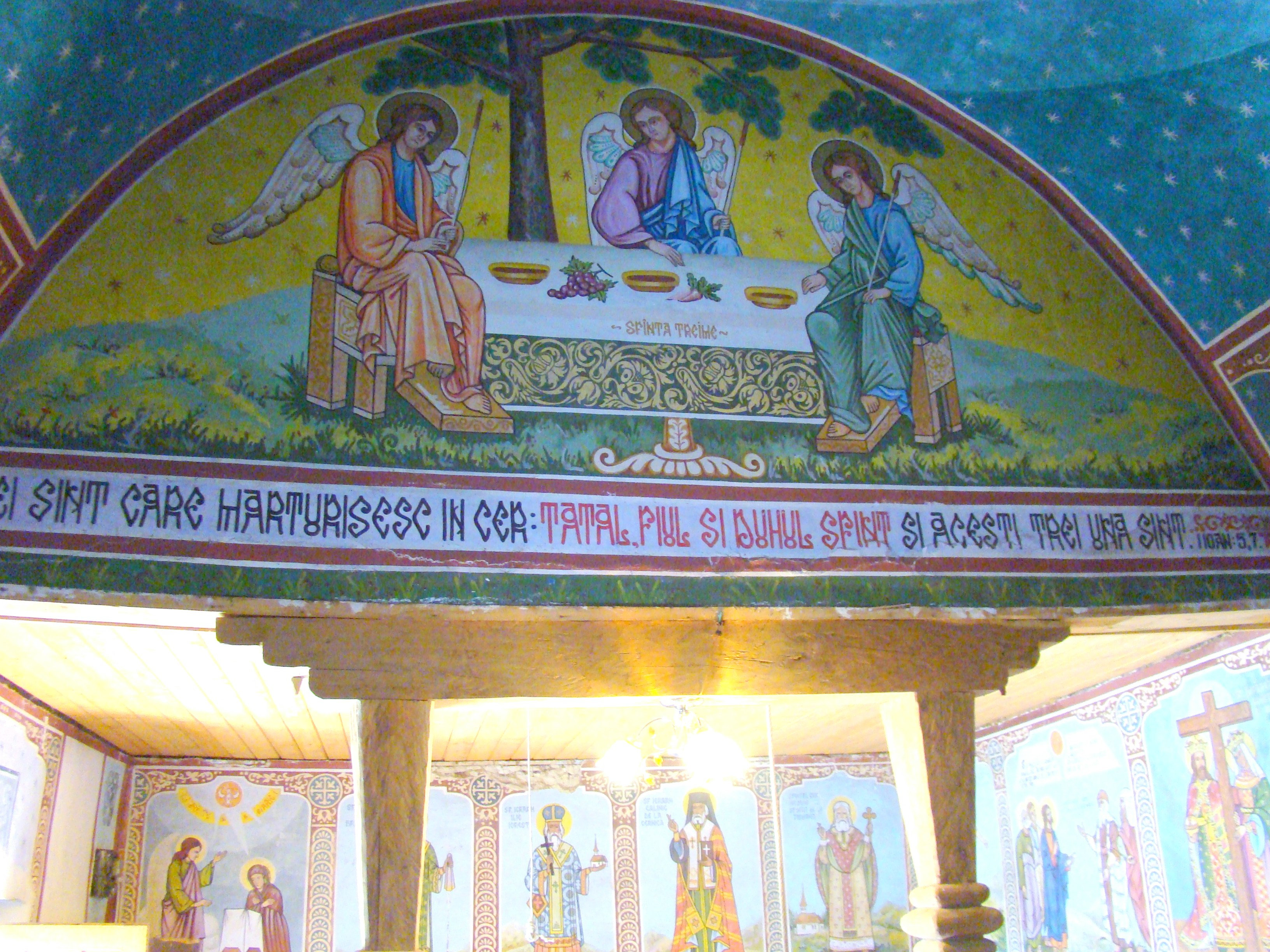
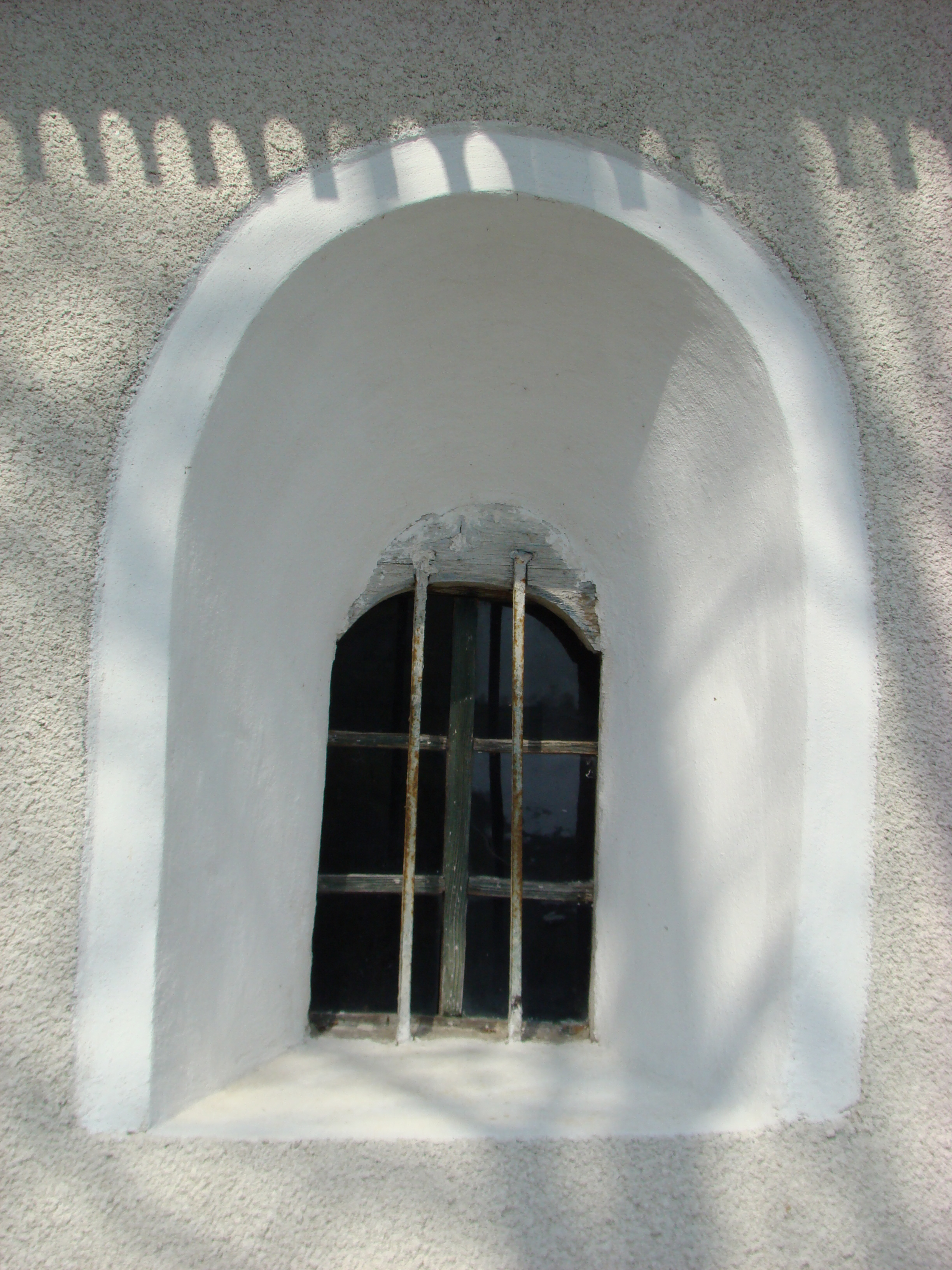
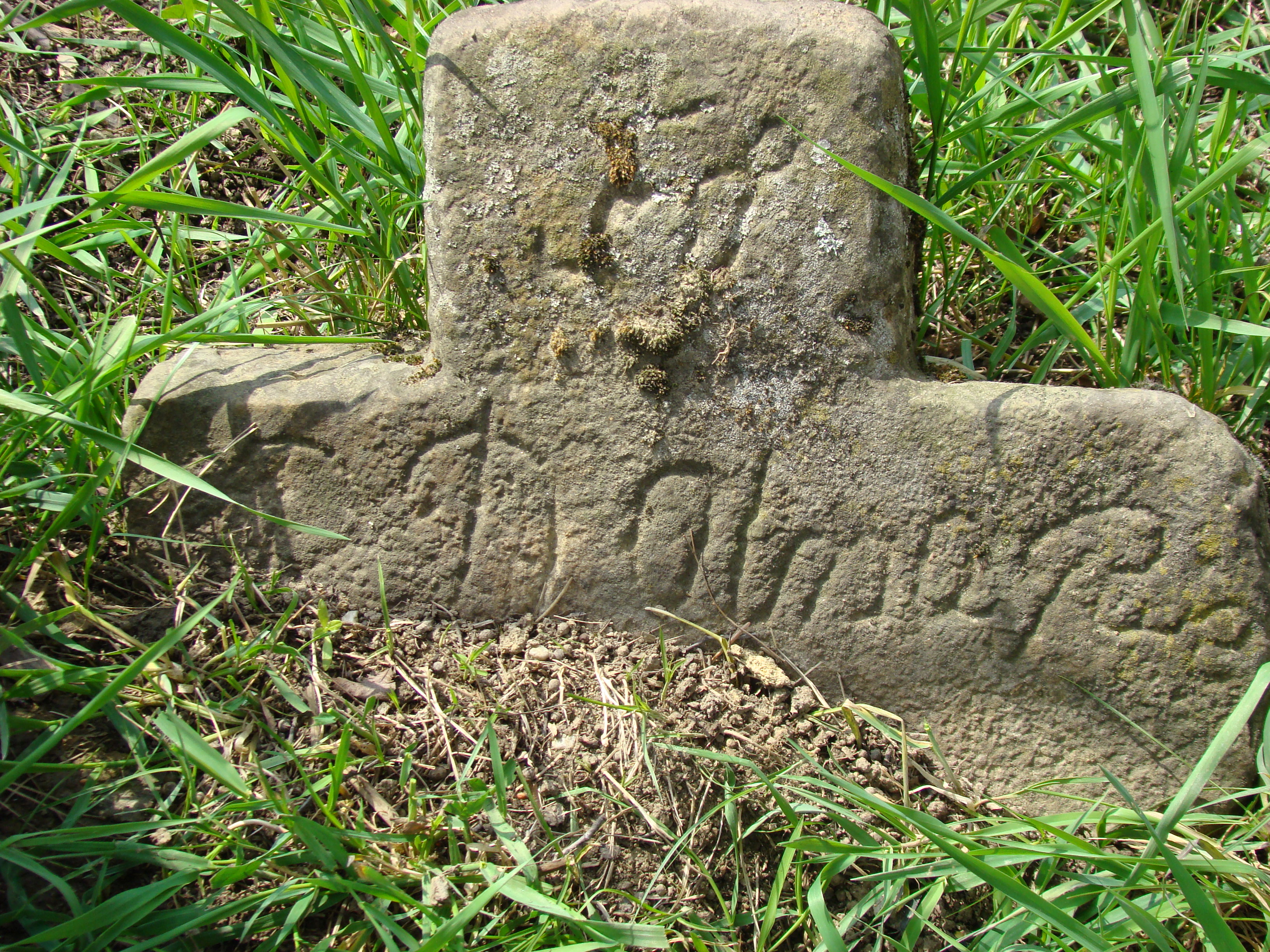
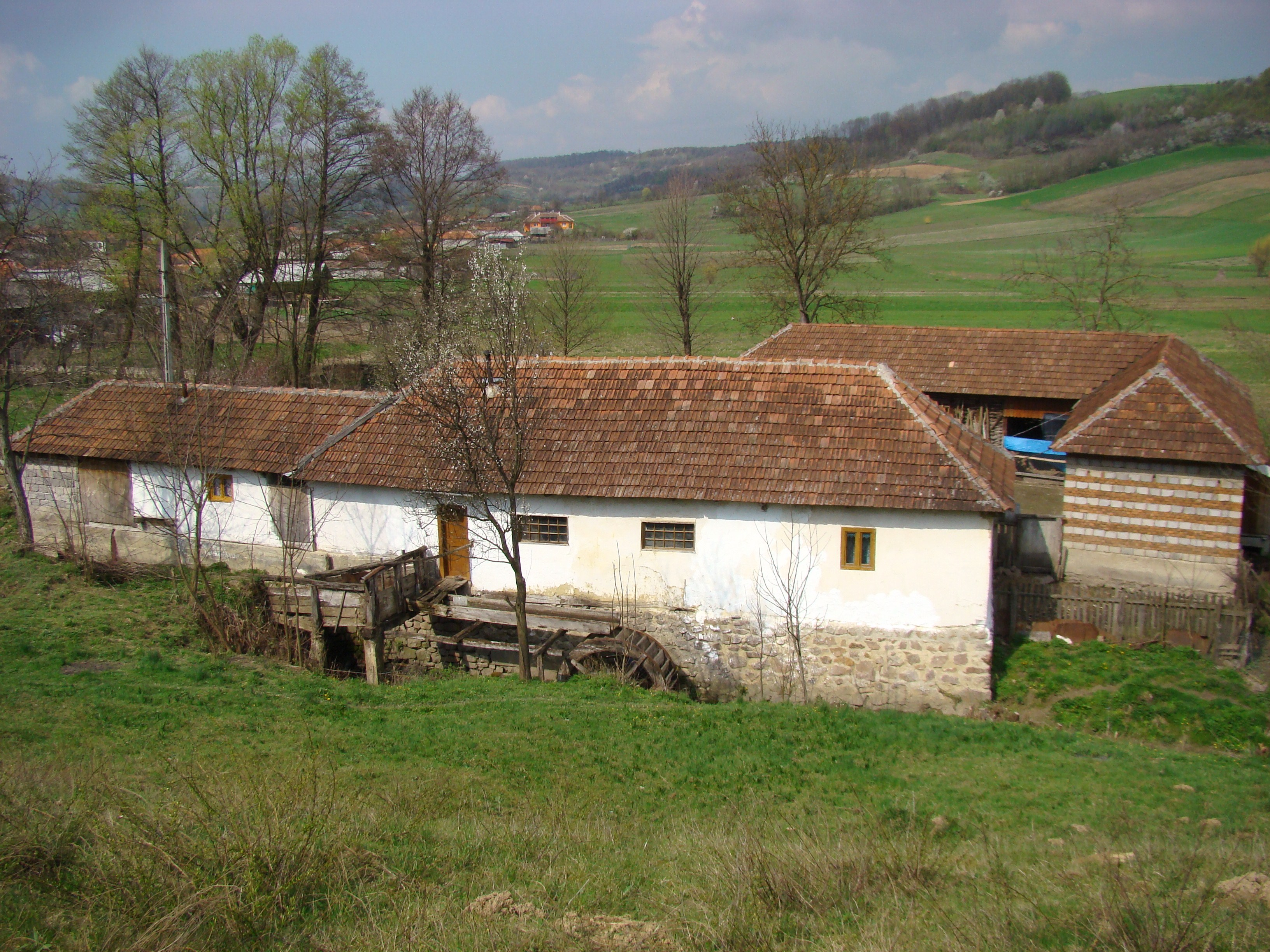
Az egykori vízimalom a falu mellett
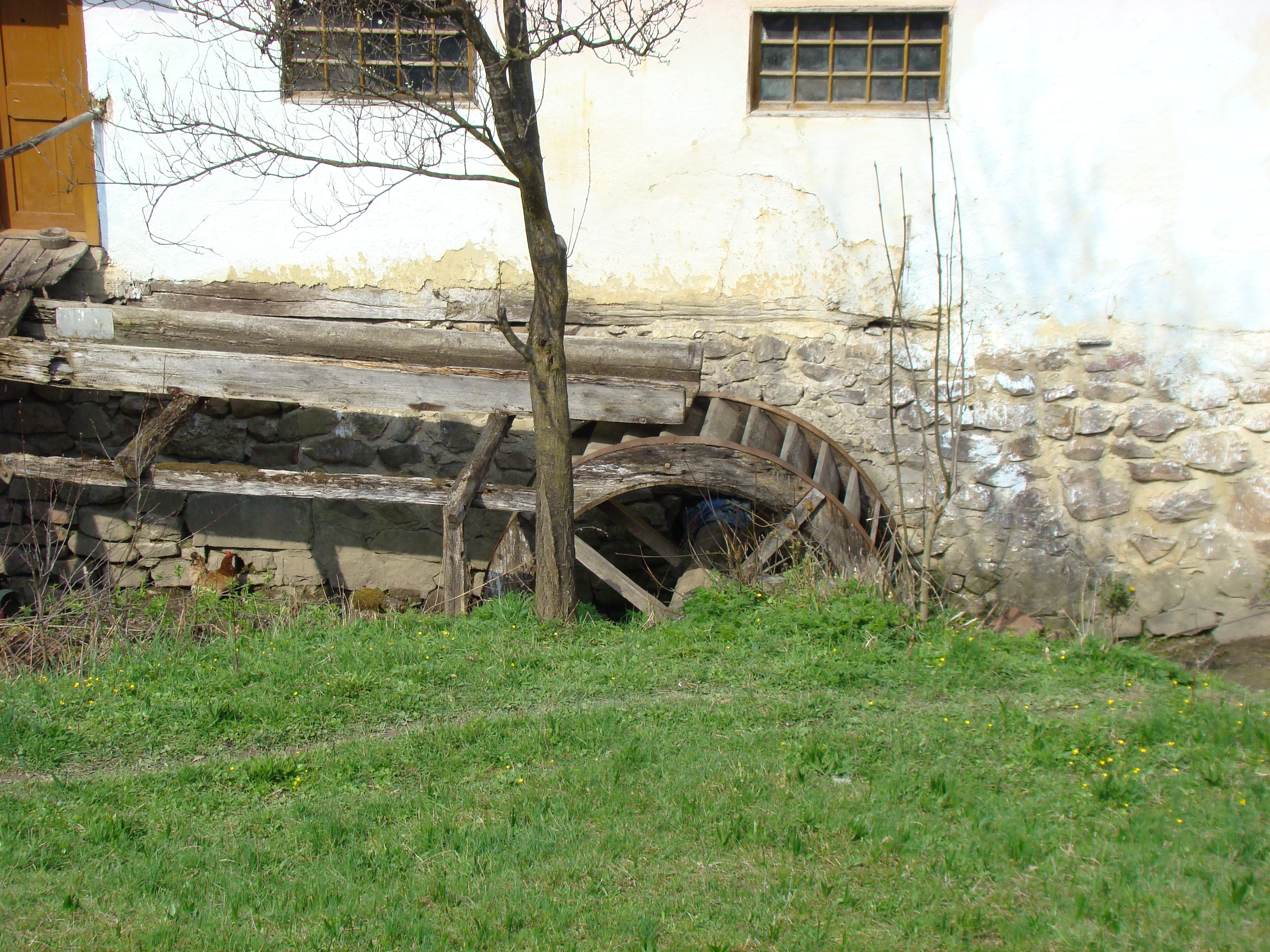
A vízimalom